# Екзонумія

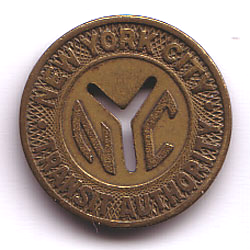
Об'єкт екзонумії — жетон Нью-Йоркського метрополітену

Екзонумія — це нумізматичні предмети (наприклад, жетони та медалі), крім монет і паперових грошей. Сюди входять монетоподібні жетони, знаки, сувенірні медальйони та  інші подібні предмети. Цей термін пов’язаний з нумізматикою (стосується монет, які були законним платіжним засобом). Багато колекціонерів монет також є екзонумістами.
Окрім вищенаведеного суворого визначення, до розширеного розуміння цього терміна включають предмети (крім монет), які можуть бути або не бути законними платіжними засобами, такі як чеки або кредитні картки.

## Етимологія
Іменник екзонумія походить від двох класичних коренів: exo, що означає «поза» грецькою, і nummus, що означає «монета» латинською мовою (від грецького νοῦμμος — noummos «монета»). Таким чином, «поза [категорією] монет». Термін є англіцизмом через термін exonumia, що використовується в Сполучених Штатах. У Великій Британії використовується термін paranumismatica, якому відповідає синонім екзонумії — паранумізматика.

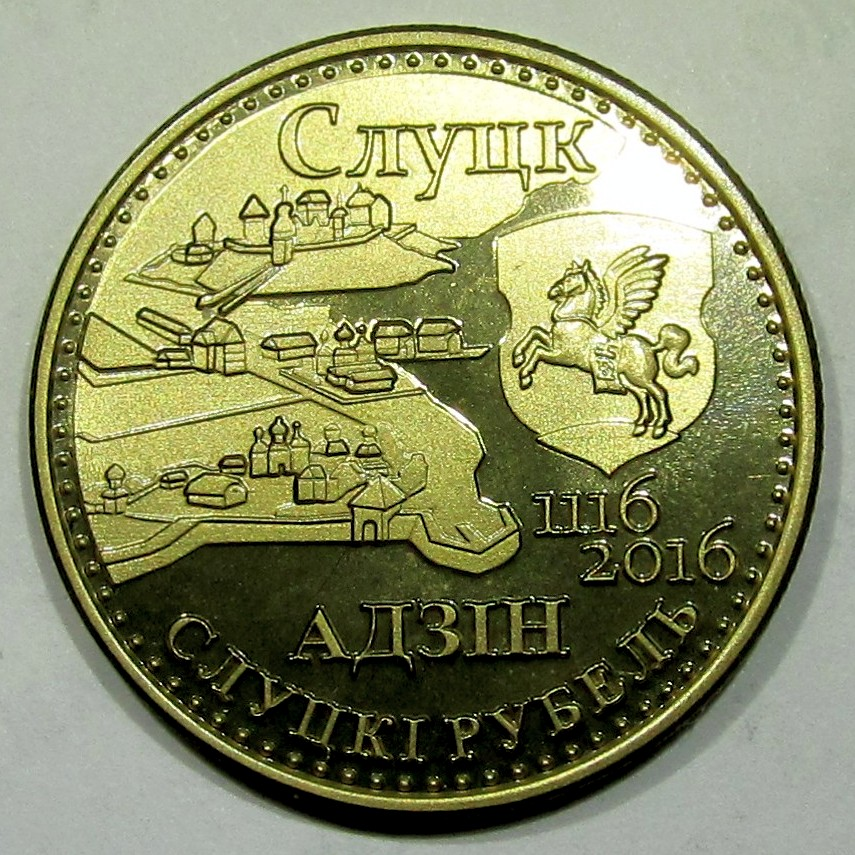
Жетон «АДЗІН СЛУЦКІ РУБЕЛЬ», екзотична нумізматика, предмет колекціонування.

Термін «екзонумія» вперше застосував американський нумізмат Рассел Рулау в липні 1960 року.